# Idle Tongues
Idle Tongues is een stomme film uit 1924 onder regie van Lambert Hillyer. De film was een van de laatste werken onder supervisie van Thomas H. Ince en is gebaseerd op het boek Doctor Nye of North Ostable van Joseph C. Lincoln.

## Verhaal
Wanneer Faith Copeland een relatie krijgt met Tom Stone, zorgt dit voor problemen. Haar vader is namelijk een grote rivaal van zijn vader. Daarom stuurt Judge Copeland haar naar arts Ephraim Nye. De twee trouwen, maar als Faith de donaties aan de kerk steelt, neemt Nye de schuld op zich en moet om die reden vier jaar lang de gevangenis in.
Wanneer hij vrijgelaten wordt, blijkt Faith te zijn overleden aan de tyfus. Wanneer Nye de vermoedelijke oorzaak van de uitbraak van de tyfus bekendmaakt, neemt niemand hem serieus. Alleen Katherine Minot gelooft hem.

## Rolverdeling
| Acteur              | Personage                     |
| ------------------- | ----------------------------- |
| Percy Marmont       | Dr. Ephraim Hye               |
| Doris Kenyon        | Katherine Minot               |
| Claude Gillingwater | Judge Daniel Webster Copeland |
| Lucille Ricksen     | Faith Copeland                |
| David Torrence      | Cyrenus Stone                 |
| Malcolm McGregor    | Tom Stone                     |